# Abbaye Sainte-Marie de Valbuena
L'abbaye Sainte-Marie de Valbuena (en espagnol : Santa Maria de Valbuena) est un monastère cistercien masculin situé dans la commune de Valbuena de Duero, dans la province de Valladolid.  Fondée en 1143, l'abbaye perdure durant environ sept siècles, avant d'être dissoute en 1837.

## Localisation
L'abbaye de Valbuena est située dans la partie orientale de la province de Valladolid, dans la vallée du Duero, à environ 730 mètres d'altitude, sur la rive nord du fleuve. L'actuel lieudit est nommé « San Bernardo ».

## Histoire

### Fondation
L'abbaye est fondée le 15 février 1143 par Estefanía Armengol (es), la fille d'Armengol V et de María Pérez (es). Celle-ci fait venir de Berdoues, dans le comté de Toulouse, des moines cisterciens, sous la direction de leur premier abbé qui s'appelle Martìn. L'abbaye est ainsi placée dans la lignée de Morimond.
La fin du XIIe et le début du XIIIe siècle sont marqués par l'attribution de privilèges pontificaux qui accroissent la prospérité de l'abbaye.

### Changement de filiation
Le 4 mars 1430, Valbuena passe dans la filiation de Poblet et donc dans la lignée claravalienne. Le monastère change alors de saint patron et s'appelle désormais Saint-Bernard, du nom de Bernard de Clairvaux.

### Fin de l'abbaye
Entre 1810 et 1814, la campagne de Napoléon Ier en Espagne prive l'abbaye de tous ses revenus. Le Triennat libéral chasse à nouveau les moines de décembre 1820 à juin 1823.
En 1837, le désamortissement de Mendizábal confisque toutes les terres, conduisant l'abbaye à la ruine et à une fermeture rapide.

### Après les moines
Le 3 juin 1931, les ruines de l'abbaye sont déclarés bien d'intérêt culturel.
En 1988 naît la fondation Las Edades del Hombre (es), qui vise à la conservation, la promotion et la protection du patrimoine culturel. Le diocèse confie l'abbaye à cette fondation afin que cette dernière en effectue la restauration.

## Architecture

### L'église abbatiale
L'église possède un plan en croix latine à une nef flanquée de deux bas-côtés. Le chœur se termine par une abside de forme semi-circulaire. Chaque bras du transept est doté de deux chapelles situées de part et d'autre du chœur.
Les voûtes de l'abbatiale sont quadripartites et croisées d'ogives. Les ogives reposent sur des colonnes géminées terminées par des chapiteaux à motifs végétaux. 